# Dor animal

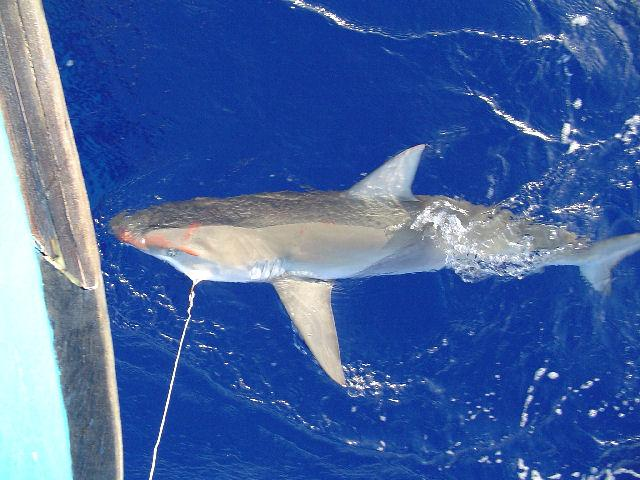
Tubarão-das-galápagos fisgado por um barco de pesca.

A dor animal, segundo a Associação Internacional do Estudo da Dor, define-se como "uma experiência sensorial e emocional adversa, associada a uma lesão potencial ou real dos tecidos, e descrita em função de tal dano". Para os animais não-humanos, é difícil, mesmo que possível, compreender a ocorrência de uma experiência emocional. No entanto, este conceito é frequentemente excluído da definição de dor nos animais, como a proporcionada por Zimmerman, que a define como "uma experiência sensorial adversa causada por uma lesão real ou potencial que provoca reações protetoras motoras e vegetativas e resultam num comportamento apreendido de evitação. Molony define a dor como uma "experiência sensorial e emocional que representa uma sensibilização do animal como resposta a uma lesão ou ameaça da integridade dos tecidos; esta modifica a resposta fisiológica e comportamental do animal no sentido de evitar a lesão, a sua recorrência e promover a recuperação". A ciência estabeleceu paralelismos entre a neuroanatomia humana e animal, e conclui que todos os animais possuem os elementos neuroanatómicos e neurofarmacológicos necessários à transmissão, percepção e resposta a um estímulo nocivo mas que, no entanto, existem diferenças na área do sistema nervoso central responsável pela percepção da dor (córtex pré-frontal) sendo estas, em algumas espécies animais, de dimensão reduzida.
A dor física é tanto um processo fisiológico objectivo como uma experiência consciente subjectiva. O componente fisiológico envolve, normalmente, a transmissão de um sinal ao longo de uma cadeia de fibras nervosas desde o local do estimulo nocivo na periferia até à medula espinal e cérebro. Este processo pode provocar uma resposta pelo reflexo gerada na medula espinal, sem envolver o cérebro, como em casos de esfolamento ou retiro de um membro, e pode também envolver a actividade cerebral no que se refere ao registo do local ferido, intensidade, qualidade e desagradabilidade do estimulo em várias partes do cérebro. Este processamento neural de codificação e processamento do estimulo nocivo é chamado de nocicepção e encontra-se, de uma forma ou de outra, em todos os grandes táxons animais. Assim, existe uma distinção entre dor e nocicepção. Dor é um fenómeno subjetivo que consiste numa experiência complexa, associada a componentes sensoriais e emocionais, implicando uma percepção consciente, enquanto que nocicepção é o objeto da fisiologia sensorial, sendo o conjunto de processos neuronais - transdução, transmição e modulação - associados ao processamento do estimulo nocioceptivo; não implica uma percepção consciente.